# Centro Ecoturístico Causas Verdes Las Nubes
Centro Ecoturístico Causas Verdes Las Nubes, también llamado Causas Verdes Las Nubes, es un parque turístico ecológico y apoyado por la Comisión Nacional para el Desarrollo de los Pueblos Indígenas (CDI) de México.
Como parte de su misión de apoyo al desarrollo y autosustentación de los pueblos indígenas, la CDI de México ha creado el Programa de Turismo Alternativo en Zonas Indígenas (PTAZI). Este programa apoya y capacita a las colectividades indígenas para que, a través del aprovechamiento sustentable de las zonas naturales y de su patrimonio cultural con el ecoturismo, puedan mejorar sus ingresos económicos.

## Aspectos físicos
El Centro Ecoturístico se encuentra en la zona de la Selva Lacandona, en el municipio de Maravilla Tenejapa. El clima es cálido húmedo con abundantes lluvias en verano.
Cuenta con una gran variedad de flores, tales como begonias, orquídeas, flor de mayo, entre otras. Además, se encuentran plantas características de la selva lacandona, dentro de las cuales predominan la caoba, la ceiba, el cedro, el mamey, etc. 
Por su riqueza climática y ecológica, es posible encontrar por lo menos unas cincuenta especies de orquídeas y treinta de árboles.
De la fauna más representativa de esta zona se pueden encontrar aves como el tucán, garzas, Martín pescador y patos de agua. Algunos reptiles como el geco manchado, iguana verde, nauyaca, nazacuata y cocodrilos. Y diversos anfibios como la rana, entre otros.
A lo largo de Chiapas cruza el Río Jatate, del cual desemboca el Río Santo Domingo, el cual forma parte del centro ecoturístico como principal atracción, debido a su caudalosidad hay fuertes corrientes que son utilizadas para la práctica del rafting.

### Cultura
Los habitantes del ejido son indígenas principalmente de la etnia Mam, así como de la etnia chol. Sus viviendas están hechas principalmente de madera y tabique con techos de lámina o palma y pisos de cemento o tierra. 
Dentro de sus actividades se encuentran las agropecuarias, llevando a cabo cultivo bajo sombra como cafetales y cacaotales, sin hacer falta los granos básicos como el maíz y frijol.
Entre sus artesanías se puede se encuentra el tejido en telar de cintura y la comida típica de la región.

### Ecotecnias y medios de conservación
A raíz de la importancia ecológica de la cascada, como parte del respeto por el medio natural en que se encuentra este Centro Ecoturístico las cabañas y todos los servicios fueron diseñados y construidos para proteger la naturaleza,

utilizando baños equipados con biodigestores, además de hacer uso de celdas solares para la iluminación del lugar. 
Así mismo se han creado reglas para reciclar la basura, así como el establecimiento de horas para apagar las luces con el objetivo de conservar energía y proteger a los animales nocturnos de la región. En este lugar está prohibido recolectar plantas y cualquier transgresión a las reglas de este lugar implica hacerse acreedores de una multa.

### Como llegar a este lugar
Este increíble lugar se encuentra a 124 km de la Ciudad de Comitán de Domínguez. Para llegar, partiendo desde Comitán, se debe tomar la carretera fronteriza 307 Palenque – La Trinitaria con rumbo al parque nacional Lagunas de Montebello. Siguiendo por la misma carretera y pasar por Lagunas de Montebello, Pacayal, Nuevo Huixtán hasta llegar al crucero de Jerusalén, gire a su izquierda hasta llegar a la localidad de Jerusalén.
Siguiendo los señalamientos, gire de nuevo hacia la derecha y siga la carretera asfáltica hasta llegar al letrero “Causas Verdes Las Nubes, Gallo Giro”. Del letrero, gire hacia la izquierda hasta llegar al poblado las Nubes.  El tiempo aproximado de viaje desde el desvío Jerusalén es de 30 minutos.